# Halløj på badehotellet
Halløj på badehotellet (Fawlty Towers) er en engelsk sitcom fra 1970'erne med John Cleese i hovedrollen. Serien foregår på hotellet Fawlty Towers, som styres af den noget ekscentriske Basil Fawlty.
Ud over at spille rollen som Basil Fawlty var John Cleese også manuskriptforfatter til serien sammen med sin daværende hustru Connie Booth, som i serien spillede servitricen Polly Sherman. De to sidste store roller som Basils kone Sybil og den spanske tjener Manuel blev spillet af hhv. Prunella Scales og Andrew Sachs.
Historien om Halløj på Badehotellet begyndte i starten af 1970'erne, hvor folkene bag Monty Python boede på det lille hotel Gleneagles. Dets ejere var Beatrice og Donald Sinclair, og især Donald var ret excentrisk. Mens Monty Python-folkene boede på hotellet, blev Terry Gilliam smidt ud af restauranten af Donald Sinclair for at spise for amerikansk. Og Eric Idle fandt sin taske, som han havde glemt i receptionen, smidt bag en mur. Grunden var ifølge Donald Sinclair, at der kunne have været en bombe i den.
Da John Cleese i 1974 blev kontaktet af BBC for at lave en ny tv-serie, fandt han inspiration i Donald Sinclair til personen Basil Fawlty, og dermed var Halløj på Badehotellet skabt.
Serien blev ikke den store succes med det samme og blev gemt væk på BBC2. Senere blev den vist på BBC1 med stor succes. Serien blev vist i to omgange med seks afsnit i hver. Der er kun lavet tolv afsnit af serien. Serien blev i 2000 kåret til bedste engelske tv-program nogensinde af British Film Institute. Hr. og fru Sinclair var dog ikke specielt begejstrede for at blive portrætteret på denne måde og har sagt, at Donald Sinclair ikke er, som John Cleese fremstiller ham. Tidligere ansatte og hans (Donald Sinclairs) børn har dog bekræftet, at det faktisk er en troværdig fremstilling af Donald Sinclair.

## Medvirkende
- Basil Fawlty – John Cleese
- Sybil Fawlty – Prunella Scales
- Polly Sherman – Connie Booth
- Manuel -Andrew Sachs
- Major Gowen -Ballard Berkeley
- Miss Tibbs -Gilly Flower
- Miss Gatsby -Renee Roberts
- Kokken Terry -Brian Hall

## Afsnit
1. A touch of class
2. The builders
3. The wedding party
4. The hotel inspectors
5. The Germans
6. Gourmet Night
7. Communication problems
8. The Psychiatrist
9. Waldorf Salad
10. The kipper and the corpse
11. The Anniversary
12. Basil the rat